# أماندا ميغيل
أماندا ميغيل (بالإسبانية: Amanda Miguel)‏ هي مغنية مكسيكية، ولدت في 1 يونيو 1956 في Gaiman, Chubut ‏ في الأرجنتين.

## وصلات خارجية
- الموقع الرسمي
- أماندا ميغيل على موقع IMDb (الإنجليزية)
- أماندا ميغيل على موقع ميوزك برينز (الإنجليزية)
- أماندا ميغيل على موقع ديسكوغز (الإنجليزية)